# 虎鯨級潛艇
虎鯨級潛艇（Kasatka-class submarine）是為俄羅斯帝國海軍建造的潛艇船級。六艘潛艇於1904年至1905年間建造，由伊凡·巴布諾夫（Ivan Grigoryevich Bubnov）以海豚號潛艇為基礎設計。第一艘潛艇虎鯨號試驗時遇到嚴重的穩定性問題，而須額增加浮力。1905年日俄战争的爆发，該級的其中4艘潛艇被從俄羅斯西部轉移到海參崴。這些潛艇最初由煤油/電力系統提供動力，戰爭結束後於1910年左右重建，改配備了柴油發電機。該級潛艇服役於整個第一次世界大戰，其中兩艘於1918年被德意志帝國俘獲，並在德國投降後移交給英國。1919年，英國人為了避免被蘇聯人獲得而將其鑿沉，剩餘四艘則於1922年被拆解報廢。

## 設計與描述
伊凡·巴布諾夫被指派根據海豚號潛艇的經驗設計潛艇 ，這項任務被視為成功。該設計於1903年12月20日被海軍技術委員會接受。該級潛艇設計的水面排水量為140長噸（142公噸） ，水下排水量为177長噸（180公噸），長33.5米（109英尺11英寸），寬3.5米（11英尺6英寸） ，吃水深度为3.4米（11英尺2英寸） 。這些潛艇為單軸推進，以煤油引擎驅動，在水面航行的額定功率為200匹制動馬力（150千瓦特），電動馬達額定功率為120匹馬力（89千瓦特） 。虎鯨級潛艇的最大水面航速為8.5節（15.7每小時；9.8英里每小時），最大水下航速為5.5節（10.2每小時；6.3英里每小時）。設計起初要求採用三軸推進系統，但由於與大日本帝國的戰事加劇，潛艇完成時僅採用單軸設計。其航程在8 kn（15 km/h；9.2 mph）的水面航速下為700 nmi（1,300 km；810 mi） ，在3 kn（5.6 km/h；3.5 mph）的水下航速下為50 nmi（93 km；58 mi）。該級潛艇配備了四枚魚雷，安裝在傑維茨基魚雷發射系統（Drzewiecki drop collar）中，還配備了一挺機關槍。該級潛艇的乘載人數為24人。 

### 改造
1906年至1907年，潛艇為了調整浮力而安裝了新的司令塔。 1910年，虎鯨級潛艇進行了改造，配備新的發動裝置，接收了一套柴電系统，當中包含一台額定功率為120匹制動馬力（89千瓦特） 的柴油引擎。潛艇的水面排水量增加到153長噸（155公噸），水下排水量加到186長噸（189公噸） 。該船級中其中兩艘潛艇江鱈號和鰩魚號在1915年裝備了47 mm（1.9英寸）的火炮。

## 潛艇
| 虎鯨級潛艇                                                                                          |                        |              |           |                                 |
| 名稱                                                                                                | 建造者                 | 下水         | 完工      | 結局                            |
| 虎鯨號（Касатка，Kasatka）                                                                          | 聖彼得堡波羅的海造船廠 | 1904年       | 1905年3月 | 1922年拆解                      |
| 鰩魚號（Скат，Skat）                                                                                | 聖彼得堡波羅的海造船廠 | 1904年       | 1905年5月 | 1919年4月26日在塞瓦斯托波爾鑿沉 |
| 鯖魚號（Макрель，Makrel）                                                                           | 聖彼得堡波羅的海造船廠 | 1907年       | 1907年    | 1922年拆解                      |
| 江鱈號（Налим，Nalim）                                                                              | 聖彼得堡波羅的海造船廠 | 1904年9月8日 | 1905年5月 | 1919年4月26日在塞瓦斯托波爾鑿沉 |
| 鱸魚號（Окунь，Okun）                                                                               | 聖彼得堡波羅的海造船廠 | 1904年       | 1907年    | 1922年拆解                      |
| 鈎吻鮭號（Кета，Keta），舊名為舍列梅捷夫伯爵元帥號（Feldmarshal Graf Sheremetev），1917年8月4日改名 | 聖彼得堡波羅的海造船廠 | 1904年       | 1905年3月 | 1922年拆解                      |

## 引文
1. ↑  Friedman & Noot 1991，第11頁.
2. 1 2 3 4  Budzbon 1986，第312頁.
3. 1 2 3 4 5  Watts 1990，第161頁.
4. 1 2  Friedman & Noot 1991，第12頁.